# (13062) Podarque
(13062) Podarque, désignation internationale (13062) Podarkes, est un astéroïde troyen jovien.

## Description
(13062) Podarque est un astéroïde troyen jovien, camp grec, c'est-à-dire situé au point de Lagrange L4 du système Soleil-Jupiter. Il présente une orbite caractérisée par un demi-grand axe de 5,155 UA, une excentricité de 0,010 et une inclinaison de 8,2° par rapport à l'écliptique.
Il est nommé en référence au personnage de la mythologie grecque Podarcès, acteur du conflit légendaire de la guerre de Troie.

## Compléments